# Баргузин (село)
Баргузи́н (бур. Баргажан) — село, административный центр Баргузинского района Республики Бурятия и сельского поселения «Баргузинское».
Население — 4850 чел. (2021).
Один из пяти исторических городов Бурятии — имел статус города с 1783 по 1927 год.

## Этимология
Топоним Баргузин широко представлен в регионе. Так, поселение расположено в Баргузинской котловине на реке Баргузин. В свою очередь гидроним связан с названием народа баргуты.

## География
Село расположено в 315 км от Улан-Удэ на Баргузинском тракте, региональной автодороге Р438, в юго-западном углу Баргузинской котловины у подножия Передового хребта, на правобережье Баргузина, где река входит в узкую долину, образованную отрогом Голондинского хребта. Отсюда до Байкала вниз по реке порядка 55 км. Расстояние до посёлка Усть-Баргузин по Баргузинскому тракту — 50 км. Вверх по долине по тракту до села Курумкан — 97 км.

## Герб Баргузина
Герб Баргузинска Иркутского наместничества утвержден Высочайшим Указом Екатерины II 26 октября 1790 года.
Описание герба: "Щит разделен на две части: в верхней герб Иркутский. В серебряном поле щита бегущий бабр, а в роту у него соболь. В нижней части белка с кедровой шишкой в лапках «в знак того, что в округе онаго города водятся летучие белки».
Герб Баргузинского с.п. утвержден решением Совета депутатов сельского поселения
«Баргузинское» от 10 июля 2012 года № 40 и внесен в Государственный геральдический регистр РФ под № 8034.
Описание герба: «В серебряном поле на зелёной земле — червленая сидящая белка-летяга, грызущая удерживаемую в передних лапах золотую кедровую шишку с зелёной хвоей на черенке».
Герб сельского поселения «Баргузинское» в соответствии с Методическими рекомендациями по разработке и использованию официальных символов муниципальных образований (Раздел 2, Глава VIII, п.п. 45-46), утверждёнными Геральдическим советом при Президенте Российской Федерации 28.06.2006 года может воспроизводиться со статусной короной установленного образца..

## Флаг Баргузина
Флаг Баргузинского с.п. утвержден решением Совета депутатов сельского поселения «Баргузинское» от 10 июля 2012 года № 40 и внесен в Государственный геральдический регистр РФ под № 8035.
Описание флага: «Прямоугольное двухстороннее полотнище с отношением ширины к длине 2:3, состоящее из двух горизонтальных полос белого и зелёного цвета в отношении 10:3. В середине белой полосы — сидящая на зелёной полосе красная белка, грызущая оранжевую шишку с зелёной хвоей».

## Климат
Климат Баргузина и района в целом характеризуется резкой континентальностью, сравнительной суровостью и засушливостью. Продолжительная (более 6 месяцев) зима отличается суровыми морозами, сухостью, ясным небом и затишьем. Режим температуры воздуха подвержен большим колебаниям не только в течение года, но и по сезонам — в отдельные месяцы и даже в течение суток.
| Показатель                                  | Янв.  | Фев.  | Март  | Апр.  | Май   | Июнь | Июль | Авг. | Сен.  | Окт.  | Нояб. | Дек.  | Год   |
| ------------------------------------------- | ----- | ----- | ----- | ----- | ----- | ---- | ---- | ---- | ----- | ----- | ----- | ----- | ----- |
| Абсолютный максимум, °C                     | 2,3   | 5,6   | 12,9  | 22,1  | 34,6  | 35,2 | 36,8 | 36,8 | 27,3  | 20,5  | 13,8  | 5,0   | 36,8  |
| Средний суточный максимум, °C               | −22,7 | −17,7 | −5    | 5,7   | 14,8  | 22,7 | 24,8 | 21,9 | 14,5  | 4,7   | −7,9  | −17,4 | 3,7   |
| Средняя температура, °C                     | −27,7 | −23,8 | −11,9 | −0,2  | 8,0   | 15,3 | 18,3 | 15,8 | 8,4   | −0,5  | −12,6 | −22,2 | −2,6  |
| Средний суточный минимум, °C                | −32,8 | −29,8 | −18,8 | −5,9  | 1,1   | 8,1  | 12,3 | 10,3 | 3,2   | −5,1  | −17,7 | −27,9 | −8,4  |
| Абсолютный минимум, °C                      | −50,2 | −48,9 | −41,5 | −29,2 | −12,3 | −3   | 2,1  | −1,6 | −10,3 | −29,3 | −42,6 | −45,5 | −50,2 |
| Норма осадков, мм                           | 12,4  | 5,6   | 4     | 9     | 14    | 34,2 | 72,5 | 63,2 | 37,8  | 19,5  | 28,5  | 27,9  | 328,6 |
| Источник: «Thermo Karelia.Ru» World Climate |       |       |       |       |       |      |      |      |       |       |       |       |       |

## История

### XVII век
В начале лета 1648 года енисейские казаки атамана Иван Галкина на месте входа в Баргузинскую долину с юга основали острог. В остроге располагался гарнизон из 70 енисейских казаков. Они менялись каждые два года вместе с атаманами и воеводами. На некоторое время Баргузинский острог стал базой для походов казаков в Забайкалье. Баргузинские казаки служили в Ангарском и Баунтовском острогах. Баргузинский, Ангарский и Баунтовский остроги составляли стрелецкое и казачье головство.
Воеводы острога
- 1648—1650 год — Иван Галкин;
- 1650—1652 год — Василий Колесников;
- 1652 — — Иван Похабов;
- 1656 — Барыбин;
- — Власьев;
- 1664—1665 год — Самойлов Первой, сын боярский, приказчик и стрелецкий голова;
- — 1668 — Андрей Барнешлев, приказчик;
- 1677 — — Самойла Лисовский;
- 24 ноября 1674 года — октябрь 1676 года — Несвитаев Богдан, приказчик;
- октябрь 1676 года — 1678 год — Лисовской Самойла Александрович, стрелецкий и казачий голова;
- февраль 1684 года — Фёдоров Козьма, приказчик, пятидесятник казачий.

В 1665 году баргузинские казачьи десятники Осип Васильев и Гаврил Ловцов, набрав в Братском, Балаганском и Иркутском острогах 69 добровольцев, основали Селенгинский острог.
С 1672 года начались регулярные поставки хлеба в Нерчинск. Хлеб покупался в Иркутском и Братском острогах и на судах доставлялся в Баргузинский острог. Из Баргузина хлеб везли на верблюдах и лошадях через Телембинский острог. Путь из Баргузина в Нерчинск занимал две недели. В 1675 году был проложен более короткий путь из Иркутска в Нерчинск по реке Уда через Удинск и Еравниские озёра. В 1670-е годы Баргузин хлеб доставляли из Иркутска на дощаниках по Байкалу.
В 1674 году приказчик Богда Несвидаев построил Еравнинский острог. Острог назывался по имени основателя Несвижским острогом. Он был приписан к Баргузинскому головству.
Из-за открытия более короткого пути в Нерчинск через Удинск, Баргузин утратил своё значения посредника в снабжении Нерчинска. В 1683 году Баргузинский острог был приписан к Селенинскому острогу.

### XVIII век
В 1720-е по штату Селенгинских казаков, в Баргузинском остроге служили 41 пеший казак.
В результате пожара 1734 года укрепления Баргузинского острога сгорели и больше не восстанавливались.
В 1742 году была проведена первая ревизская перепись.
В 1742 году построена церковь Преображения Господня.
В 1783 году Баргузин получил статус уездного города, центра Баргузинского уезда Нерчинской области Иркутского наместничества. В 1790 году город обрёл свой герб.
После создания в 1798 году Иркутской губернии в её состав, среди прочих 17 уездов, вошёл и Баргузинский уезд. В 1822 году Баргузин как уездный город был упразднён.

### XIX век
В 1834 году на средства купца I гильдии Ивана Черных возведён Спасо-Преображенский собор.
В 1844 году, в соответствии с «Уставом приходских училищ» от 8 декабря 1828 года, было создано Баргузинское бурятское приходское училище — одноклассное смешанное учебное заведение с полным курсом обучения в течение четырёх лет. Учащиеся делились на отделения: старшее, среднее, младшее. Училище работало до 1917 года.
Приходская школа работала с октября 1879 года до 1 августа 1884 года. Закрылась из-за отсутствия средств. 16 сентября 1884 года городская дума постановила вместо приходской школы открыть церковно-приходскую школу. Преподавали в школе настоятель Спасского собора Александр Спасский и его дочь Таисия Александровна Спасская. Школа работала в доме церковного попечительства.
В 1851 году город причислен к образовавшейся Забайкальской области.
1 августа 1894 года был зарегистрирован устав Общественной Баргузинской библиотеки, созданной по инициативе купца А. Н. Зайднера. В библиотеке проводились благотворительные концерты, спектакли, музыкально-литературные вечера.

### XX век
В 1901 году построена телеграфная линия Верхнеудинск — Горячинск. В 1902 году эта линия продлена до Баргузина.
В январе 1914 года в Верхнеудинске состоялся съёзд кооператоров Западного Забайкалья, на котором было создано Прибайкальское торгово-промышленное товарищество кооперативов «Прибайкалсоюз». После этого кооперативные общества потребителей «Экономия» возникли в Троицкосавске, Мысовске, Баргузине.
С конца 1919 по март 1920 года в Баргузине действовал Центральный штаб партизанских войск Северо-Западного района.
По данным переписи населения 1923 года в городе Баргузине проживало 2203 человека. Перепись населения 1926 года зарегистрировала в городе 2263 человека.
5 сентября 1927 года Президиум ВЦИК РСФСР (протокол № 21, § 22) постановил преобразовать город Баргузин в село.
Указом Президиума Верховного Совета Бурятской АССР от 22 марта 1973 года село Баргузин преобразовано в рабочий посёлок.
В 1990 году Баргузин включён в перечень исторических городов России.

### XXI век
23 декабря 2004 года рабочий посёлок Баргузин преобразован в село.

## Население
| 1860  | 1890  | 1923  | 1926  | 1959  | 1970  | 2005  |
| ----- | ----- | ----- | ----- | ----- | ----- | ----- |
| 981   | ↗1548 | ↗2203 | ↗2263 | ↗3921 | ↗4842 | ↗6000 |
| 2010  | 2021  |       |       |       |       |       |
| ↘5702 | ↘4850 |       |       |       |       |       |

В 1897 г. из 1378 населения города 456 составляли те, для кого родным языком был идиш.

## Культура
В селе работает историко-краеведческий музей Баргузинской средней общеобразовательной школы. Действует культурно-досуговое объединение, межпоселенческая библиотека. С 2002 года при возрождённом храме действует Спасо-Преображенский приход Бурятской епархии РПЦ.

## Образование
Средняя общеобразовательная школа, Дом детского творчества, четыре детских сада, детско-юношеская спортивная школа, Детский дом.

## Средства массовой информации
Районная газета «Баргузинская правда» издаётся с 1931 года.
- FM 102,6 Радио России

## Транспорт
Через Баргузин проходит региональная автотрасса Р438 (Баргузинский тракт), по которой действует регулярное автомобильное сообщение — сюда ходит автобус из Улан-Удэ. От Баргузина начинается автотрасса, связывающая село с автодорогой местного значения Усть-Баргузин — Майский.
С июня 2013 рейс самолёта авиакомпании «ПАНХ» Cessna 208 Grand Caravan из Улан-Удэ в Курумкан стал совершать здесь посадку, однако в 2015 г. регулярное авиасообщение было вновь закрыто.

## Известные жители

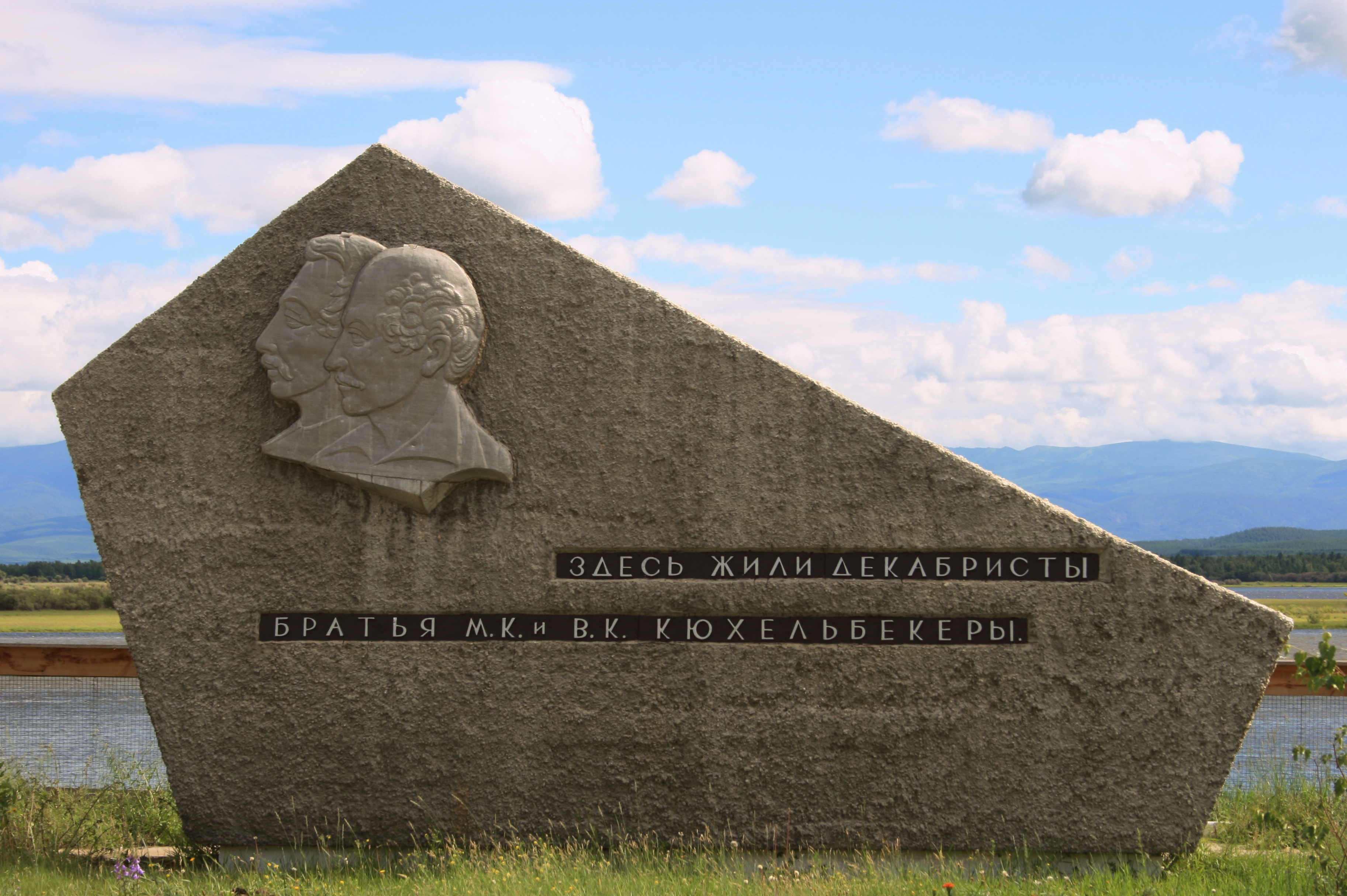
Памятник братьям-декабристам Кюхельбекерам.

- С 1831 года в Баргузине в ссылке жил декабрист М. К. Кюхельбекер.
- С 1836 по 1840 год в Баргузине в ссылке жил декабрист В. К. Кюхельбекер.
- В 1864 году в Баргузин в ссылку прибыл петрашевец Н. П. Григорьев.
- С 1878 по 1881 год в Баргузине отбывали ссылку народовольцы Н. С. Тютчев, И. Л. Линёв[26] и Е. К. Брешко-Брешковская, известная в будущем как «бабушка русской революции». В 1881 году они совершили побег, но были задержаны и сосланы в другие места Сибири.
- В 1873 году в Баргузине в семье потомков политических ссыльных родился Моисей Абрамович Новомейский — один из основоположников израильской химической промышленности. Он уехал в Эрец-Исраэль из Баргузина в 1920 году и основал «Предприятия Мертвого моря», занимающиеся и по сей день добычей поташа, брома, магния, хлора, натрия и других ценнейших минеральных солей.
- В 1910 году в Баргузин прибывает на поселение член РСДРП Н. С. Кабашов и участник восстания на крейсере «Очаков» С. П. Солощенко.
- Сватош, Зенон Францевич (1886—1949) — российский, советский учёный, зоолог, один из основателей и первых директоров Баргузинского заповедника, старейшего в России.

## Памятники
Памятники архитектуры

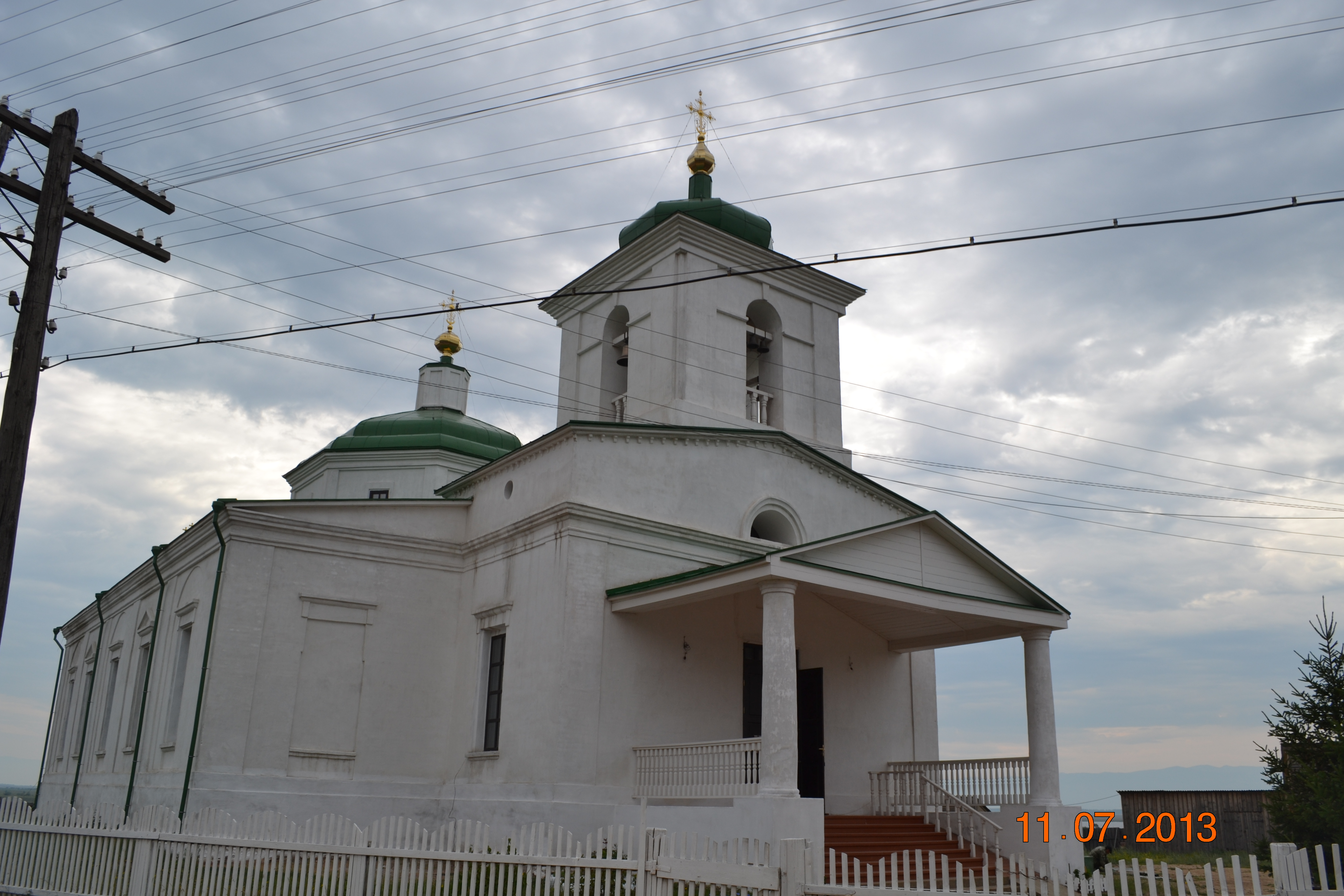
Спасо-Преображенская церковь

- Дом Бутлицкого. Баргузин, Красноармейская ул., 57;
- Спасо-Преображенская церковь. Построена в 1834 году в стиле классицизма.

Памятники истории
- Могила М. К. Кюхельбекера.
- Могила З. Ф. Сватоша, организатора Баргузинского заповедника.
- Памятник в честь пребывания в Баргузине декабристов братьев Кюхельбекеров. Баргузин, Красноармейская ул.
- Дом, в котором был создан и заседал военно-революционный комитет, руководивший установлением Советской власти в Баргузинском уезде. Баргузин, Ленина ул., 35.
- Дом, в котором жил в ссылке большевик К. Грабовский. Баргузин, Красноармейская ул. Monument to brothers Kuchelbecker.jpg
- Памятник В. И. Ленину скульптора Котихина А. Л.